# アラキドン酸-8-リポキシゲナーゼ
アラキドン酸-8-リポキシゲナーゼ（arachidonate 8-lipoxygenase）は、アラキドン酸代謝酵素の一つで、次の化学反応を触媒する酸化還元酵素である。
アラキドン酸 + O2 {\displaystyle \rightleftharpoons } (5Z,9E,11Z,14Z)-(8R)-8-ヒドロペルオキシイコサ-5,9,11,14-テトラエン酸
反応式の通り、この酵素の基質はアラキドン酸とO2、生成物は(5Z,9E,11Z,14Z)-(8R)-8-ヒドロペルオキシイコサ-5,9,11,14-テトラエン酸である。
組織名はarachidonate:oxygen 8-oxidoreductaseで、別名に8-lipoxygenase、8(R)-lipoxygenaseがある。